# Armia Cesarstwa Austriackiego
Armia Cesarstwa Austriackiego – siły zbrojne Cesarstwa Austriackiego w latach 1804–1867.
W 1867 roku, w związku z utworzeniem Austro-Węgier, Armia Cesarstwa Austriackiego przemianowana została na Cesarską i Królewską Armię.